# Sant’Antonino di Susa
Sant’Antonino di Susa (piemonti nyelven Sant Antonin, frankoprovanszál nyelven Santantunin) egy észak-olasz község (comune) a Piemont régióban.

## Földrajza

Sant’Antonino di Susa község Torino megye térképén

Sant'Antonino di Susa a Susa-völgyben található, és a Susa- és Sangone-völgyi Hegyi Közösség részét képezi.
A vele szomszédos települések:Borgone Susa, Coazze, Condove, Vaie és Villar Focchiardo.